# Olga Meyer
Pour les articles homonymes, voir Meyer.
Ne doit pas être confondu avec Olga de Meyer.
Œuvres principales
Anneli
Der kleine Mock
Olga Meyer, née le 30 avril 1889 à Zurich et morte le 29 janvier 1972 dans la même ville, est un écrivain suisse d'expression allemande. 
Elle est l'auteur d'une trentaine de livres pour l'enfance et la jeunesse, dont la trilogie Anneli, qui la rend célèbre en Suisse.

## Biographie

### Origines, entourage et famille
Olga Meyer naît Olga Meier le 30 avril 1889 à Zurich. Elle est originaire du même lieu. Son père, Johann Emil Meier, est facteur ; sa mère est née Anna Barbara Lüssi. 
L'écrivain Elisabeth Müller est l'une de ses amies proches et elle fait la connaissance de Johanna Spyri, auteur de Heidi, pendant son enfance. 
Elle épouse en 1929 David Blumenfeld, médecin. Le couple n'a pas d'enfant.

### Études et parcours professionnel
Après l'école normale, Olga Meyer travaille comme institutrice, d'abord de 1908 à 1912 dans la localité d'Horgenberg, puis à Zurich. Elle étudie pendant plusieurs semestres l'histoire de la littérature à l'Université de Zurich. 
Après s'être retirée de l'enseignement, elle est rédactrice de la Schweizerische Lehrerinnenzeitung  de 1938 à 1945.

### Parcours littéraire
Olga Meyer écrit une trentaine de livres pour l'enfance et la jeunesse, dont la trilogie Anneli, parue de 1919 à 1934, et Der kleine Möck, paru en 1925. Elle compte au XXe siècle parmi les auteurs du genre qui ont rencontré le plus grand succès en Suisse. 
Les récits d'Anneli, d'abord destinés à un usage scolaire, montrent les conséquences de l'industrialisation pour les petites gens de la vallée de la Töss, dont venait la mère d'Olga Meyer. Le premier récit raconte l'enfance d'Anneli ; le deuxième parle des années qui suivent la fin de sa scolarité obligatoire et son travail dans une filature ; le troisième relate son départ pour la ville de Zurich et sa rencontre de l'amour. Otto von Greyerz publie une critique acerbe du premier volume, mais après son succès en librairie s'excuse auprès de l'auteur à la parution du deuxième. 
Quant à Der kleine Möck, il raconte l'histoire d'un garçon qui grandit dans une ville de Suisse alémanique. 
Elle écrit aussi des pièces radiophoniques, notamment une adaptation de Heidi de Johanna Spyri, et tient le rôle de conteuse dans des émissions radiophoniques.

### Mort
Olga Meyer meurt le 29 janvier 1972 à Zurich, à l'âge de 82 ans.

## Distinctions
- 1945 et 1956 : prix suisse du livre pour la jeunesse (de)[1]
- 1959[8] : prix de la Fondation Schiller[1], « en reconnaissance de ses travaux littéraires consacrés à la jeunesse »[8]
- 1964 : don d'honneur de la ville de Zurich[9]

## Fonds d'archives
Ses archives sont conservées par l'Institut suisse Jeunesse et Médias à Zurich et par les archives municipales de Zurich.

## Publications
- (de) Anneli : Erlebnisse eines kleinen Landmädchens (ill. Hans Witzig (de)), Zurich, Rascher Verlag (de), 1919, 125 p.
- (de) Anneli kämpft um Sonne und Freiheit (ill. Hans Witzig (de)), Zurich, Rascher Verlag (de), 1927, 208 p.[10]
- (de) Anneli am Ziel und am Anfang (ill. Hans Witzig (de)), Zurich, Rascher Verlag (de), 1934, 247 p.
- (de) Der kleine Mock : Aus dem Leben eines Stadtbübleins (ill. Hans Witzig (de)), Zurich, Rascher Verlag (de), 1925, 200 p.[11]
- (de) Ernst Hinkebein und seine Freunde, Zollikon, Evangel. Verlag, 1940, 80 p.[12]